# Candelieri

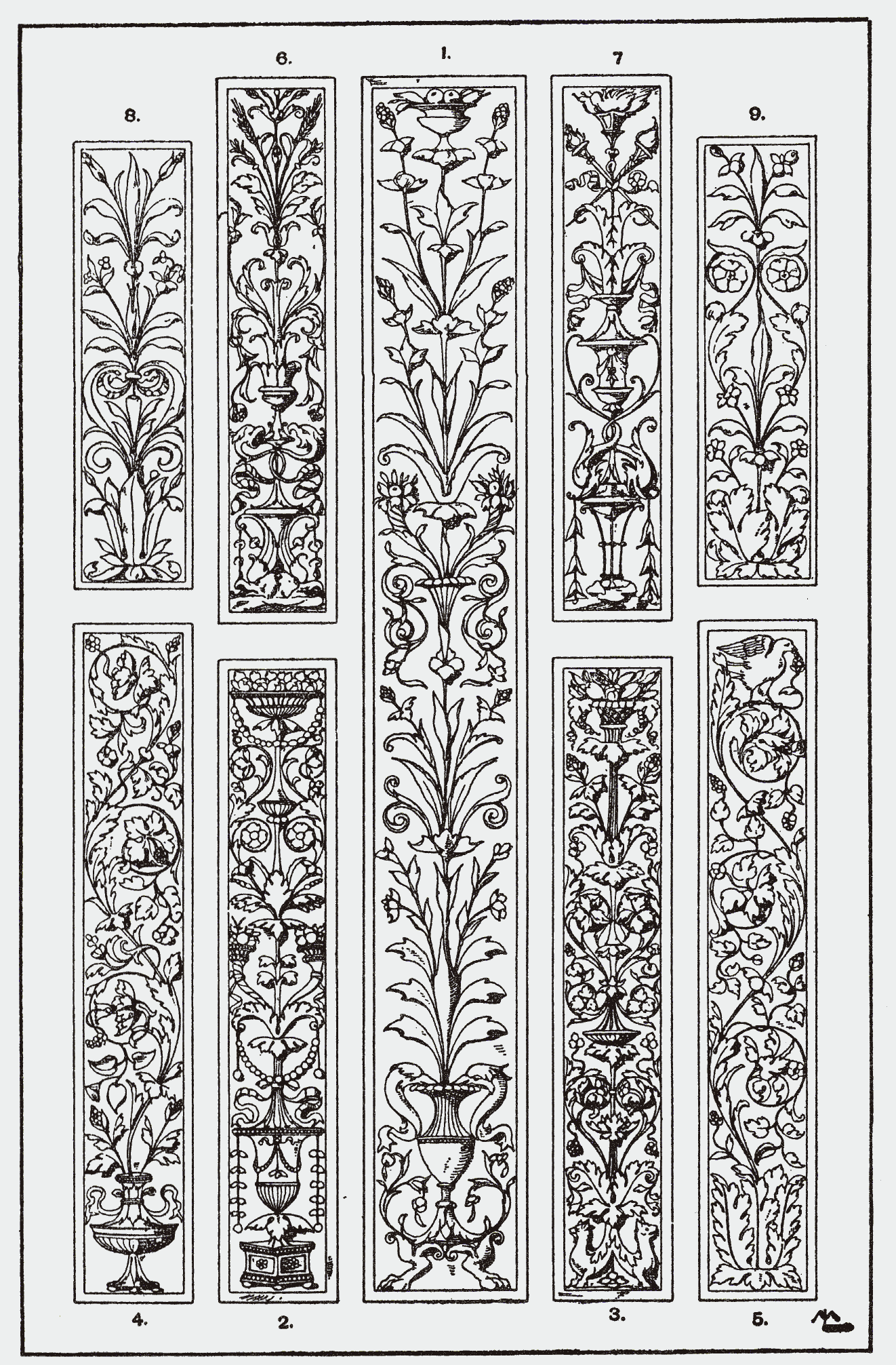
Lámina en Meyer (1929)

Candelieri o a candelieri, es un término italiano que describe un tipo de ornamentación surgida en Italia prácticamente en el renacimiento por reminiscencias del arte antiguo, y que aunque se puede apreciar en pintura es en la aplicación de relieves escultóricos en la arquitectura donde esta ornamentación, con diferentes combinaciones se prodiga más.
Es la típica decoración vegetal en donde se muestran hojas de acanto, cintas, ovas, zarcillos, roleos de curvas y contracurvas, que se aplica principalmente en un sutil relieve dentro de las pilastras o columnas y es empleado también dentro de las capillas de iglesias y catedrales como se puede apreciar en el retablo mayor de la iglesia de la Colegiata de Gandía (1502-1508)  en los frentes de los pilares cajeados. Poco antes en 1495 Pedro Berruguete en sus pinturas al fresco de la capilla de San Pedro en la catedral de Toledo ya empezó a desarrollar esta decoración. Juan de Flandes la aplica en la decoración del retablo mayor de la Catedral Nueva de Salamanca y en la tabla de Cristo en Emaús del retablo mayor de la Catedral de Palencia. Otro ejemplo de esta rica decoración se da en la fachada de la Universidad de Salamanca.
Esta decoración en la península ibérica se fue alargando durante los estilos plateresco y barroco, llamado también «zarcillo de acanto», aunque el acanto natural no echa zarcillos, las flores y cálices que se encuentran a menudo en esta ornamentación son casi siempre parecidas al perfil de una hoja de acanto pero con un diseño muy libre por parte del autor; suele estar realizada en plafones rectangulares y con un centro conformado por una copa o candelabro y en los lados la decoración es simétrica.